# چشمه‌کوی
چشمه‌کوی (به ترکی استانبولی: Çeşmeköy) یک منطقهٔ مسکونی در ترکیه است که در کاش، آلانیا واقع شده‌است.